# Liste des œuvres d'art des Hautes-Pyrénées
Cet article vise à recenser les œuvres d'art dans l'espace public des Hautes-Pyrénées, en France.

## Liste
Les œuvres sont classées par ordre alphabétique de communes et, au sein de celles-ci, par ordre chronologique d'installation, dans la mesure des informations disponibles.

### Sculptures
| Œuvre                                                      | Auteur                                      | Commune             | Localisation                                                         | Notes | Installation | Coordonnées                        | Illustration                                               |
| ---------------------------------------------------------- | ------------------------------------------- | ------------------- | -------------------------------------------------------------------- | --- | ------------ | ---------------------------------- | ---------------------------------------------------------- |
| Jeux dans la neige                                         | Alfred Manessier                            | Argelès-Gazost      | Foyer du lycée climatique polyvalent                                 | | 1954         | 43° 00′ 08″ nord, 0° 05′ 39″ ouest | Jeux dans la neige                                         |
| Sans titre                                                 | Étienne Hajdu                               | Argelès-Gazost      | Gymnase du lycée climatique polyvalent                               | | 1960         | 43° 00′ 07″ nord, 0° 05′ 38″ ouest | Sans titre                                                 |
| La Bacchante ivre                                          | François Popineau                           | Bagnères-de-Bigorre | Vallon de Salut                                                      | Représente une Bacchante. | 1926         | 43° 03′ 08″ nord, 0° 08′ 51″ est   | La Bacchante ivre                                          |
| Danaïde                                                    | Alphonse Saladin                            | Bagnères-de-Bigorre | Dans le jardin des Vignaux                                           | Représente une Danaïde. | 1911         | 43° 03′ 59″ nord, 0° 08′ 58″ est   | Danaïde                                                    |
| Madame de Maintenon                                        | Jacques Escoula                             | Bagnères-de-Bigorre | Sur la place des Thermes                                             | Représente Madame de Maintenon. | 1920         | 43° 03′ 42″ nord, 0° 08′ 50″ est   | Madame de Maintenon                                        |
| Jeanne d'Albret                                            | Firmin Michelet                             | Bagnères-de-Bigorre | Sur la place des Thermes                                             | Représente Jeanne d'Albret. | 1920         | 43° 03′ 42″ nord, 0° 08′ 50″ est   | Jeanne d'Albret                                            |
| Jouvence                                                   | François Popineau                           | Bagnères-de-Bigorre | Sur la place des Thermes                                             | | 1933         | 43° 03′ 42″ nord, 0° 08′ 56″ est   | Jouvence                                                   |
| Marguerite d'Angoulême                                     | Edmond Desca                                | Bagnères-de-Bigorre | Sur la place des Thermes                                             | Représente Marguerite de Valois-Angoulême. | 1920         | 43° 03′ 42″ nord, 0° 08′ 51″ est   | Marguerite d'Angoulême                                     |
| La Muse Bagnéraise                                         | Jean Escoula                                | Bagnères-de-Bigorre | Sur la place des Thermes                                             | | 1909         | 43° 03′ 43″ nord, 0° 08′ 51″ est   | La Muse Bagnéraise                                         |
| La Vierge du Bédat                                         |                                             | Bagnères-de-Bigorre | Sur le mont Bédat                                                    | | 1868         | 43° 03′ 31″ nord, 0° 08′ 15″ est   | La Vierge du Bédat                                         |
| Statue du comte Henry Russell,                             | À déterminer                                | Gavarnie            | Au bord de la RD 921, près du pont sur le gave de Gavarnie ou de Pau | Représente Henry Russell. L'originale réalisée par Gaston Veuvenot Leroux en 1911 est fondue 1943, dans le cadre de la mobilisation des métaux non ferreux.                    | 1952         | 42° 44′ 08″ nord, 0° 00′ 34″ ouest | Statue du comte Henry Russell                              |
| Monument de Franz Schrader.                                | Gaston Leroux (1854-1942)                   | Gavarnie            | Sur le Turon de Hole                                                 | Cénotaphe | 1927         | 42° 43′ 11″ nord, 0° 00′ 31″ ouest | Monument de Franz Schrader                                 |
| Statue de Notre-Dame-des-Neiges.                           | Firmin Michelet (1875-1951)                 | Gavarnie            | Sur le Turon de Hole                                                 | Représente Notre-Dame des Neiges. | 1927         | 42° 44′ 23″ nord, 0° 01′ 03″ ouest | Statue de Notre-Dame des Neiges                            |
| Notre-Dame-de-la-Baraillette                               |                                             | Ger                 | Plateau de Baraillette                                               | |              | 43° 03′ 13″ nord, 0° 02′ 18″ ouest | Image manquante                                            |
| Bernadette à l'agnelet                                     | Jacques Hartmann (1908-1994)                | Lourdes             | Dans le square du Sanctuaire                                         | Représente Bernadette Soubirous. Également appelé Monument à sainte Bernadette.                                                                                                | 1936         | 43° 05′ 51″ nord, 0° 03′ 17″ ouest | Bernadette à l'agnelet                                     |
| Calvaire des Bretons                                       | Yves Hernot                                 | Lourdes             | Dans le square du Sanctuaire                                         | | À déterminer | 43° 05′ 53″ nord, 0° 03′ 09″ ouest | Calvaire des Bretons                                       |
| Statue de Dominique Peyramale                              | À déterminer                                | Lourdes             | À déterminer                                                         | Représente Dominique Peyramale. | À déterminer | à géolocaliser                     | Statue de Dominique Peyramale                              |
| Statue de Notre-Dame-de-Lourdes                            | Joseph-Hugues Fabisch                       | Lourdes             | Grotte de Lourdes                                                    | | 1864         | 43° 05′ 51″ nord, 0° 03′ 31″ ouest | Statue de Notre-Dame-de-Lourdes                            |
| Statue de Saint Michel                                     | Auguste Baussan Fondeur : Maison Raffl      | Lourdes             | À l'entrée du Square du Sanctuaire                                   | Représente Michel. | 1878         | 43° 05′ 54″ nord, 0° 03′ 06″ ouest | Statue de Saint Michel                                     |
| Saint Roch                                                 | H. Taccetti                                 | Lourdes             | À déterminer                                                         | Représente Roch de Montpellier. | À déterminer | 43° 05′ 49″ nord, 0° 03′ 22″ ouest | Image manquante                                            |
| Sainte-Thérèse de l'Enfant Jésus                           | Frère Marie-Bernard                         | Lourdes             | Dans le square du Sanctuaire                                         | Représente Thérèse de Lisieux. | À déterminer | 43° 05′ 53″ nord, 0° 03′ 17″ ouest | Sainte-Thérèse de l'Enfant Jésus                           |
| Santé des Malades                                          | Jules Déchin                                | Lourdes             | À déterminer                                                         | Également appelé Monument au pèlerinage diocésain de Cambrai. | 1912         | 43° 05′ 49″ nord, 0° 03′ 21″ ouest | Santé des Malades                                          |
| Vierge couronnée                                           | Maison Raffl                                | Lourdes             | Dans le square du Sanctuaire                                         | | 1876         | 43° 05′ 52″ nord, 0° 03′ 18″ ouest | Vierge couronnée                                           |
| Statue d'Henry Russell                                     |                                             | Lourdes             | Dans le jardin du château-fort                                       | Représente Henry Russell. L'originale réalisée par Gaston Veuvenot Leroux en 1934 est fondue sous le régime de Vichy, dans le cadre de la mobilisation des métaux non ferreux. | 1952         | à géolocaliser                     | Image manquante                                            |
| Notre-Dame-de-Lette                                        |                                             | Saint-Lary-Soulan   |                                                                      | | 1889         | 42° 48′ 43″ nord, 0° 19′ 01″ est   | La Vierge de Notre-Dame-de-Lette                           |
| Notre-Dame-du-Montagnou                                    |                                             | Saint-Pé-de-Bigorre |                                                                      | | 1954         | 43° 06′ 09″ nord, 0° 09′ 25″ ouest | La Vierge de Notre-Dame-du-Montagnou                       |
| Le Géant                                                   | Jean-Bernard Métais                         | Sers                | Au col du Tourmalet                                                  | | 1995-1996    | 42° 54′ 30″ nord, 0° 08′ 43″ est   | Le Géant                                                   |
| Buste de Jacques Goddet                                    | À déterminer                                | Sers                | Au col du Tourmalet                                                  | Représente Jacques Goddet. | À déterminer | à géolocaliser                     | Buste de Jacques Goddet                                    |
| Médaillon à Jean-Raoul Paul                                | À déterminer                                | Sers                | Au col du Tourmalet                                                  | Représente Jean-Raoul Paul. | À déterminer | à géolocaliser                     | Médaillon à Jean-Raoul Paul                                |
| Buste de Célestin-Xavier Vaussenat                         | À déterminer                                | Sers                | Pic du Midi de Bigorre                                               | Représente Célestin-Xavier Vaussenat. | À déterminer | 42° 56′ 12″ nord, 0° 08′ 33″ est   | Buste de Célestin-Xavier Vaussenat                         |
| Buste de Charles-Marie-Étienne Champion Dubois de Nansouty | À déterminer                                | Sers                | Pic du Midi de Bigorre                                               | Représente Charles-Marie-Étienne Champion Dubois de Nansouty. | À déterminer | 42° 56′ 12″ nord, 0° 08′ 33″ est   | Buste de Charles-Marie-Étienne Champion Dubois de Nansouty |
| Black-beauty                                               | Emmanuel Kieffer                            | Tarbes              | Haras national de Tarbes                                             | | 2018         | 43° 13′ 49″ nord, 0° 04′ 10″ est   | Black-beauty                                               |
| Buste de Théophile Gautier                                 | Judith Gautier Henri-Théophile Bouillon     | Tarbes              | Dans le jardin Massey                                                | Représente Théophile Gautier. | 1890         | 43° 14′ 18″ nord, 0° 04′ 34″ est   | Buste de Théophile Gautier                                 |
| Buste de Jules Laforgue                                    | Firmin Michelet                             | Tarbes              | Dans le jardin Massey                                                | Représente Jules Laforgue. | 1939         | 43° 14′ 18″ nord, 0° 04′ 27″ est   | Buste de Jules Laforgue                                    |
| Buste de Placide Massey                                    | Henri Nelli                                 | Tarbes              | Dans le jardin Massey                                                | Représente Placide Massey. | 1882         | 43° 14′ 11″ nord, 0° 04′ 29″ est   | Buste de Placide Massey                                    |
| Buste du Général Jean-Baptiste Verchère de Reffye          | Henri Nelli                                 | Tarbes              | Cours de Reffye                                                      | Représente Jean-Baptiste Verchère de Reffye. | 1883         | 43° 13′ 56″ nord, 0° 04′ 20″ est   | Général de Reffye                                          |
| Monument à Danton                                          | Edmond Desca                                | Tarbes              | Sur la place Jean-Jaurès                                             | | 1903         | 43° 13′ 57″ nord, 0° 04′ 41″ est   | Statue de Danton                                           |
| Monument à Larrey                                          | Jacques Joseph Émile Badiou de la Tronchère | Tarbes              | Rue Larrey                                                           | | 1864         | 43° 13′ 49″ nord, 0° 04′ 25″ est   | Monument à Larrey                                          |
| L'Enfant nu                                                | Martial Caumont                             | Tarbes              | Dans le jardin Massey                                                | | 2014         | 43° 14′ 21″ nord, 0° 04′ 29″ est   | L'Enfant nu                                                |
| Géronimo                                                   | Emmanuel Kieffer                            | Tarbes              | Carmel de Tarbes                                                     | | 2020         | 43° 14′ 08″ nord, 0° 04′ 33″ est   | Géronimo                                                   |
| L'Ouragan                                                  | Edmond Desca                                | Tarbes              | Dans le jardin Massey                                                | | 1880         | 43° 14′ 18″ nord, 0° 04′ 32″ est   | L'Ouragan                                                  |
| Saint Christophe et l'Enfant Jésus                         | Jules Coutan                                | Tarbes              | Dans le jardin Massey                                                | Représente Christophe de Lycie et l'Enfant Jésus. | 1880         | 43° 14′ 13″ nord, 0° 04′ 30″ est   | Saint Christophe et l'Enfant Jésus                         |
| Statue équestre du Maréchal Foch                           | Firmin Michelet                             | Tarbes              | Rue de Cronstadt                                                     | | 1935         | 43° 13′ 43″ nord, 0° 04′ 23″ est   | Statue équestre de Ferdinand Foch                          |
| Le Tâcheron                                                | Ludovic-Eugène Durand                       | Tarbes              | Dans le jardin Massey                                                | | 1902         | 43° 14′ 19″ nord, 0° 04′ 30″ est   | Le Tâcheron                                                |

### Monuments aux morts
| Œuvre                                  | Auteur                 | Commune              | Localisation                                                       | Notes                        | Installation      | Coordonnées                        | Illustration                                  |
| -------------------------------------- | ---------------------- | -------------------- | ------------------------------------------------------------------ | ---------------------------- | ----------------- | ---------------------------------- | --------------------------------------------- |
| Monument aux morts                     | Firmin Michelet        | Andrest              | Devant l'église Saint-Barthélemy d'Andrest                         |                              | 1919              | 43° 18′ 59″ nord, 0° 03′ 39″ est   | Monument aux morts d'Andrest                  |
| Monument aux morts                     | Martial Caumont        | Argelès-Gazost       | Devant la mairie                                                   |                              | 1921              | 43° 00′ 18″ nord, 0° 06′ 02″ ouest | Monument aux morts d'Argelès-Gazost           |
| Monument aux morts                     | Gauderic Gardy         | Bagnères-de-Bigorre  | Place Georges-Clemenceau                                           |                              | 1921              | 43° 03′ 59″ nord, 0° 08′ 56″ est   | Monument aux morts de Bagnères-de-Bigorre     |
| Monument aux morts                     | Étienne Camus          | Bize                 | Entre la mairie et l'église Notre-Dame-de-l'Assomption de Bize     | Poilu au repos               |                   | 43° 02′ 33″ nord, 0° 28′ 21″ est   | Monument aux morts de Bize (Hautes-Pyrénées)  |
| Monument aux morts                     | Edmond Chrètien        | Campan               | Dans la cour de l'église Saint-Jean-Baptiste de Campan.            |                              | 1926              | 43° 01′ 00″ nord, 0° 10′ 37″ est   | Monument aux morts de Campan                  |
| Monument aux morts                     | Firmin Michelet        | Cauterets            | Devant l'église Notre-Dame-de-l’Assomption                         | Monument surmonté d'un poilu | 28 septembre 1924 | 42° 53′ 15″ nord, 0° 06′ 46″ ouest | Monument aux morts                            |
| Monument aux morts                     | Georges Vivent         | Galan                | À déterminer                                                       |                              | 1921              | 43° 13′ 19″ nord, 0° 24′ 27″ est   | Monument aux morts de Galan                   |
| Monument aux morts                     | Étienne Camus          | Génos                | Derrière la mairie                                                 | Poilu au repos               | 1922              | 42° 48′ 31″ nord, 0° 24′ 07″ est   | Monument aux morts de Génos (Hautes-Pyrénées) |
| Monument aux morts                     | Étienne Camus          | Guchen               | À déterminer                                                       |                              | 1922              | 42° 51′ 53″ nord, 0° 20′ 19″ est   | Monument aux morts de Guchen                  |
| Monument aux morts                     | Jacques Escoula        | Ibos                 | À déterminer                                                       |                              | 1921              | 43° 14′ 00″ nord, 0° 00′ 05″ est   | Monument aux morts d'Ibos                     |
| Monument aux morts                     | Henri Borde            | Juillan              | À déterminer                                                       |                              | 1921              | 43° 12′ 03″ nord, 0° 01′ 22″ est   | Monument aux morts de Juillan                 |
| Monument aux morts                     | Louis Grimal           | Lourdes              | Place Peyramale                                                    |                              | 1927              | 43° 05′ 47″ nord, 0° 02′ 47″ ouest | Monument aux morts de Lourdes                 |
| Monument aux morts                     | Étienne Camus          | Loures-Barousse      | À côté l’église de Saint-Roch.                                     | Poilu au repos               |                   | 43° 01′ 29″ nord, 0° 36′ 17″ est   | Monument aux morts de Loures-Barousse         |
| Monument aux morts                     | Firmin Michelet        | Luz-Saint-Sauveur    | Devant l'église des Templiers                                      |                              | 1920              | 42° 52′ 18″ nord, 0° 00′ 11″ ouest | Monument aux morts de Luz-Saint-Sauveur       |
| Monument aux morts                     | Firmin Michelet        | Mauléon-Barousse     | Au bord de la route départementale D 22 à côté de la mairie.       | Poilu                        | 2 novembre 1924   | 42° 57′ 30″ nord, 0° 34′ 02″ est   | Monument aux morts de Mauléon-Barousse        |
| Monument aux morts                     | Étienne Camus          | Ossun                | A côté de l’église Saint-Blaise.                                   | Poilu au repos               |                   | 43° 10′ 58″ nord, 0° 01′ 40″ ouest | Monument aux morts d'Ossun                    |
| Monument aux morts                     | Firmin Michelet        | Rabastens-de-Bigorre | Devant l'église Saint-Louis, rue de l'Alaric.                      |                              |                   | 43° 23′ 19″ nord, 0° 09′ 04″ est   | Monument aux morts de Rabastens-de-Bigorre    |
| Monument aux morts                     | Charles-Henri Pourquet | Saint-Lary-Soulan    | Sur le parvis de l'église Saint-Bertrand-de-Comminges.             |                              |                   | 42° 49′ 00″ nord, 0° 19′ 18″ est   | Monument aux morts de Saint-Lary-Soulan       |
| Monument aux morts                     | Étienne Camus          | Sarniguet            | Devant la mairie et école primaire du village.                     | Poilu au repos               |                   | 43° 19′ 04″ nord, 0° 05′ 16″ est   | Monument aux morts de Sarniguet               |
| Monument aux morts                     | Firmin Michelet        | Séméac               | À côté de la mairie et devant l'église Notre-Dame-de-l'Assomption. | Poilu                        | 2 novembre 1919   | 43° 13′ 43″ nord, 0° 06′ 17″ est   | Monument aux morts de Séméac                  |
| Monument aux morts des Hautes-Pyrénées | Firmin Michelet        | Tarbes               | Allées du général Leclerc.                                         |                              | 1913              | 43° 13′ 47″ nord, 0° 04′ 24″ est   | Monument aux morts des Hautes-Pyrénées        |
| Mémorial des martyrs de la déportation | Jean-Charles Lallement | Tarbes               | Allées du général Leclerc.                                         |                              | 1964              | 43° 13′ 47″ nord, 0° 04′ 22″ est   | Mémorial des martyrs de la déportation        |
| Monument aux morts                     | Étienne Camus          | Tostat               | Devant l'église Saint-Martin.                                      | Poilu au repos               |                   | 43° 19′ 39″ nord, 0° 05′ 53″ est   | Monument aux morts de Tostat                  |
| Monument aux morts                     | Firmin Michelet        | Tournay              | Devant la mairie sur la place d'Astarac.                           |                              |                   | 43° 11′ 04″ nord, 0° 14′ 38″ est   | Monument aux morts de Tournay                 |
| Monument aux morts                     | Martial Caumont        | Vic-en-Bigorre       | Sur le côté de l’hôtel de ville.                                   |                              |                   | 43° 23′ 10″ nord, 0° 03′ 17″ est   | Monument aux morts de Vic-en-Bigorre          |

### Monument commémoratif
| Œuvre                              | Auteur | Commune           | Localisation                       | Notes | Installation | Coordonnées                        | Illustration                       |
| ---------------------------------- | ------ | ----------------- | ---------------------------------- | ----- | ------------ | ---------------------------------- | ---------------------------------- |
| Colonne de la duchesse d'Angoulême |        | Luz-Saint-Sauveur | Au cœur du parc thermal            |       | 1824         | 42° 51′ 46″ nord, 0° 00′ 35″ ouest | Colonne de la duchesse d'Angoulême |
| Colonne de la duchesse de Berry    |        | Luz-Saint-Sauveur |                                    |       | 1828         | 42° 51′ 56″ nord, 0° 00′ 41″ ouest | Colonne de la duchesse de Berry    |
| Colonne Napoléon                   |        | Luz-Saint-Sauveur | A l'entrée du Pont Napoléon        |       | 1860         | 42° 51′ 29″ nord, 0° 00′ 19″ ouest | Colonne Napoléon                   |
| Monument de Solférino              |        | Luz-Saint-Sauveur | A côté de la chapelle de Solférino |       | 1861         | 42° 52′ 07″ nord, 0° 00′ 29″ ouest | Monument de Solférino              |
| Colonne de la Reine Hortense       |        | Chèze             | Pont de la Reine Hortense          |       | 1807         | 42° 54′ 23″ nord, 0° 02′ 04″ ouest | Colonne de la Reine Hortense       |

### Fontaines
| Œuvre                       | Auteur                                     | Commune              | Localisation                          | Notes                                             | Installation | Coordonnées                      | Illustration                |
| --------------------------- | ------------------------------------------ | -------------------- | ------------------------------------- | ------------------------------------------------- | ------------ | -------------------------------- | --------------------------- |
| Fontaine monumentale        | À déterminer                               | Cadéac               | Devant l'église Saint-Félix de Cadéac |                                                   |              | 42° 53′ 24″ nord, 0° 20′ 56″ est | Fontaine monumentale        |
| Fontaine monumentale        |                                            | Guchen               | Route de l'Arbizon                    | La Naïade rajoutée en 1935 est de Martial Caumont | 1859         | 42° 51′ 48″ nord, 0° 20′ 17″ est | Fontaine monumentale        |
| Buste de Jacques Pédefer    | À déterminer                               | Labassère            | À déterminer                          |                                                   | 1911         | 43° 03′ 32″ nord, 0° 05′ 45″ est | Buste de Jacques Pédefer    |
| Fontaine                    |                                            | Rabastens-de-Bigorre | Sur la grande place                   |                                                   |              | 43° 23′ 16″ nord, 0° 09′ 01″ est | Fontaine                    |
| Fontaine Montaut            | Henri Nelli                                | Tarbes               | Sur la place Montaut                  |                                                   | 1874         | 43° 13′ 56″ nord, 0° 04′ 54″ est | Fontaine Montaut            |
| Fontaine des quatre vallées | Edmond Desca, Jean Escoula et Louis Mathet | Tarbes               | Sur la place Marcadieu                |                                                   | 1896         | 43° 13′ 52″ nord, 0° 04′ 59″ est | Fontaine des quatre vallées |
| Fontaine de l'Inondation    | Louis Mathet                               | Tarbes               | Sur la place de la Courte Boule       |                                                   | 1901         | 43° 13′ 31″ nord, 0° 04′ 10″ est | Fontaine de l'Inondation    |

### Œuvres disparues ou retirées
| Œuvre                           | Auteur       | Commune    | Localisation                  | Notes                                                                                                   | Installation | Coordonnées    | Illustration                                                                                           |
| ------------------------------- | ------------ | ---------- | ----------------------------- | --- | ------------ | -------------- | --- |
| Buste du docteur Amédée Fontan, | À déterminer | Izaourt    | À déterminer                  | Fondu en 1943, dans le cadre de la mobilisation des métaux non ferreux.                                 | À déterminer | à géolocaliser | Image manquante                                                                                        |
| Druidesse,                      | Paul Ducuing | Lannemezan | Sur la place du Grand Foirail | Érigée rue principale en 1911. Fondue en 1943, dans le cadre de la mobilisation des métaux non ferreux. | 1926         | à géolocaliser | Druidesse« Druidesse à Lannemezan », sur À nos grands hommes,« Druidesse à Lannemezan », sur e-monumen |